# Cadence
益華電腦股份有限公司（Cadence Design Systems, Inc），或稱楷登電子，成立於1988年，是電子設計自動化（EDA）軟體與工程服務的廠商，主要提供積體電路設計（IC Design）、系統單晶片（SoC）、以及印刷電路板（PCB）所需的軟體工具與矽智財（IP），涵蓋電路設計、封裝/PCB設計等各領域。

## 历史

### 公司起源
1988年，SDA Systems和ECAD兩家公司於此年合併組成益華電腦股份有限公司，同年還收購了Ambit Design System。自1990年代起，透過內部開發以及多項併購行動，逐步建構包含佈線、合成、以及硬體模擬等完整的設計解決方案。

### 併購計劃
1999年，公司收購了Quickturn。2002年，收購IBM的硬體模擬業務；2003年，又收購了Get2Chip等業務。
2009年，陳立武成為現任執行長。2010年起，公司開始強化IP業務，當年度收購片上記憶體IP領先廠商Denali。

### 近年發展
2013年，收購可配置處理器IP廠商Tensilica最為重要，後陸續收購包括Cosmic Circuits、Evatronix的IP部門、以及Transwitch的HIS部門，建立完整IP產品組合。
因應智慧聯網系統的快速發展，Cadence近年積極朝系統實現（System Design Enablement）方向移轉，於2014年收購高階合成（HLS）業者Forte Design System以及形式驗證業者Jasper Design Automation。
2015年起，公司連續三年被財星雜誌列為「百大最佳職場」。

## 產品
Cadence的電子設計自動化產品涵蓋了電子設計的整個流程，包括：
• 客製IC技術 ─ Virtuoso平台，這是設計全自訂積體電路所需的工具，包括原理圖輸入、行為建模(Verilog-AMS)、電路模擬、自訂佈局、實體驗證、萃取等。主要用於混合訊號、RF標準單元的設計。
• 數位與簽核技術 ─ RTL到GDS II建置，包括 Genus合成技術、Conformal正規等價驗證、Joules功率分析、Innovus佈局與繞線、Tempus時脈簽核、Voltus功率完整性簽核、Modus自動測試產生器。
• 系統與驗證技術 ─ Cadence 驗證套件，包括JasperGold形式驗證、Xcelium模擬、Palladium Z1硬體模擬、Protium S1 FPGA原型製作、Perspec軟體驅動測試、Indago除錯、以及驗證IP產品組合。
• 矽智財 ─ 設計IP解決方案鎖定的領域包括記憶體/儲存/高效能介面協定、以及適用於音訊、視覺、無線數據機、以及卷積式神經網路的Tensilica DSP處理器。
• PCB與封裝技術 ─積體電路、封裝與PCB的協同設計工具Allegro平台、PCB設計工具OrCAD/PSpice、以及系統級簽核與介面遵循性的訊號與功率驗證工具Sigrity。
• 特定應用解決方案 ─  鎖定汽車產業，提供從IP、工具、設計流程到諮詢服務的完整解決方案，同時符合ISO 26262標準的設計流程均已建立，並可提供Cadence汽車安全設計套件。
同時，Cadence公司還提供設計方法論服務，幫助客戶最佳化其設計流程，協助客戶進入新的市場領域。